# توماس جوستين
توماس جوستين (بالإنجليزية: Thomas Heath)‏ (10 ديسمبر 1806 - 16 أكتوبر 1872) هو لاعب كريكت بريطاني (وحمل سابقاً جنسية المملكة المتحدة لبريطانيا العظمى وأيرلندا).